# Johannes Hornemann
Johannes Richard Franz Hornemann (* 27. Dezember 1877 in Magdeburg; † 26. Januar 1940 in Bad Elster) war ein deutscher Industrieller.

## Leben und Tätigkeit

Aktie über 100 RM der AG der Chemischen Produkten-Fabriken Pommerensdorf-Milch vom 15. November 1932 mit Unterschrift von Johannes Hornemann

Hornemann entstammte einer alten hannöversch-lüneburgischen Familie. Sein Urgroßonkel Friedrich Konrad Hornemann war in den Jahren 1796 bis 1802 der erste Durchquerer Afrikas auf Kosten der Royal Geographical Society.
Hornemann besuchte das Gymnasium bis zur Obersekunda, anschließend absolvierte er eine kaufmännische Ausbildung in Magdeburg. Später war er in Hamburg und Nienburg an der Saale tätig. 1907 ließ er sich in Stettin nieder. Dort war er knapp 30 Jahre lang Generaldirektor der Aktiengesellschaft der Chemischen Produkten-Fabriken Pommerensdorf-Milch.
Daneben war er Mitglied der Industrie- und Handelskammer Stettin, Mitglied des Sozialpolitischen Ausschusses der Deutschen Industrie- und Handelstages, Mitglied des Aufsichtsrates der Deutschen Superphosphat-Industrie in Berlin, der Phosphat-Gesellschaft in Hamburg, der Städtischen Werke AG in Stettin, der Kleinbahn Casekow-Penkun-Oder in Stettin, der Union AG für See- und Flußversicherungen in Stettin, der Chemischen Industrie AG in Danzig, der Chemischen Fabrik Milch AG in Danzig, der Chemischen Werke vormals P. Römer & Co., AG, in Nienburg an der Saale, der Ostland Agrar-G.m.b.H. in Berlin sowie der Barther Landwirtschafts Bank G.m.b.H. Barth an der Ostsee. Hornemann war ferner Mitglied des Ortsausschusses der Darmstädter und Nationalbank Filiale Stettin und des Council of the International Superphosphate Manucaturers Association in London.

## Ehe und Familie
Hornemann war seit 1912 verheiratet mit Eva geb. Lindenberg, einer Tochter des Fabrikbesitzers Louis Lindenberg. Das Ehepaar hatte drei Kinder.